# Тушев, Иван Тимофеевич
Иван Тимофеевич Тушев (7 ноября 1916 — 5 октября 1999) — командир эскадрильи 191-го истребительного Краснознамённого авиационного полка (257-я смешанная авиационная дивизия, 7-я воздушная армия, Карельский фронт), капитан. Герой Советского Союза.

## Биография
Родился 25 октября 7 ноября 1916 года в городе Армавир Краснодарского края.
В 1937 году призван в Красную Армию. В 1940 году окончил школу лётчиков. Проходил службу в авиационном полку противовоздушной обороны города Баку. В действующей армии с июня 1942 года.
Всего к октябрю 1944 года командир эскадрильи капитан Тушев совершил 359 боевых вылетов, в 45 воздушных боях сбил лично 15 и в группе 1 самолёт противника. На его счету 9 бомбардировщиков, 2 разведчика и 4 истребителя. Эскадрилья под командованием Тушева произвела 1415 боевых самолётовылетов, сбила 52 вражеские машины. Потери эскадрильи — 8 лётчиков.
Указом Президиума Верховного Совета СССР от 2 ноября 1944 года за образцовое выполнение заданий командования и проявленные мужество и героизм капитану Ивану Тимофеевичу Тушеву присвоено звание Героя Советского Союза с вручением ордена Ленина и медали «Золотая Звезда».
С 1954 года майор И. Т. Тушев — в запасе. Жил в городе Краснодар. Умер 5 октября 1999 года. Похоронен на Славянском кладбище Краснодар.